# ブレントウッド (テネシー州)

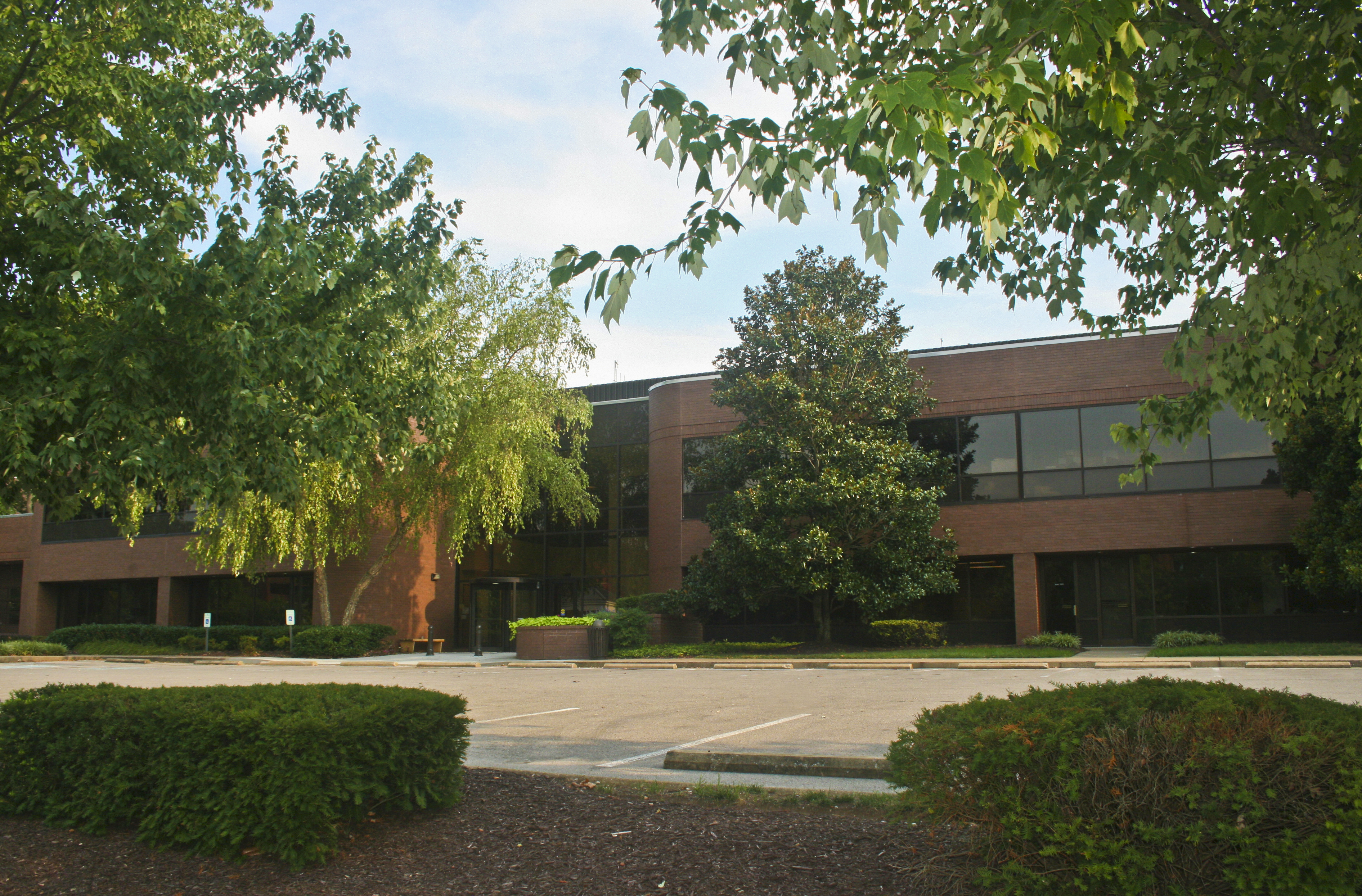
市役所

ブレントウッド（Brentwood）は、アメリカ合衆国テネシー州のウィリアムソン郡にある都市。人口は4万5373人（2020年） 。ナッシュビル郊外に位置している。

## 歴史
ブレントウッドの最初の居住者として知られているのは、居住および農業の文化で高い発展を遂げた先史のネイティブ・アメリカンである。マウンド・インディアンまたはストーン・ボックス・インディアンとして知られるミシシッピ文化期の人々は儀式的な建造物として墳丘を建設。このような初期の村はコンコード通りの現在図書館の場所や現在も最大の墳丘を見ることができるプリム歴史的公園などミードウレイク分譲地で発見された。1300年までにこの民族はいなくなったようである。伝染病によるものなのか戦争によるものなのかわかっていない。
1700年代後期、白人の植民者が住むようになり、またジョージア州やアラバマ州からの遊牧のネイティブ・アメリカンの狩猟の地となった。これにより多くの紛争が起こる。1786年、ウィルソン通りとオールド・スマーナ通りにあったサザーランド・メイフィールドの家族が虐殺された。メイフィールドと他の2人の男性が殺され、息子のジョージが10年捕虜となった。
1800年以前、ジェームス・スニード、ロバート・アーヴィン・ムーア、グレシャム・ハント、サミュエル&アンドリュー・クロケット、ジョン・エドモンドソンの家族が住むようになった。その後すぐにホルツ家、ハーバート家、フロスト家、ハドリー家、ハイタワー家、マクガヴォック家、オウエン家も居住。これらの家族の多くはアメリカ独立戦争の際にバージニア州やノースカロライナ州で戦ったため土地を供与された。
ビジネスの拠点は雑貨屋、製粉所、郵便局のあったオールド・スマーナ通りのフォレスト・プレイスである。すぐにメソジストなどの教会ができ、地域のコミュニティが形成された。鉄道が通り駅ができるとダウンタウンの場所も変わっていった。ブレントウッドの町は繁栄し、多くのプランテーションが建てられ、綿花が主な収入源となった。
1863年3月25日、アメリカ連合国中将ネイサン・ベッドフォード・フォレストはナッシュビル&ディケーター鉄道の一部であり北軍に占拠されていたブレントウッドに隊列を率いて侵入した。フォレストは北軍のエドワード・ブラッドグッド中佐に素早く奇襲をかけ、電信線を切られたブラッドグッドは孤立した。ブラッドグッドはブレントウッドで包囲され、連邦政府から隔離された。犠牲者は北軍305名に対し南軍6名であったが、ブレントウッドはほとんど崩壊した。
戦後、多くの土地が売却され、田舎の小規模の農場は所々に残ったままとなった。それまでの綿花栽培からタバコ栽培に移行していった。人口は約100年ほとんど変わらなかった。1940年代、ブレントウッドは立ち直り始めた。プランテーションの邸宅は徐々に買い戻され、狐狩りや乗馬が通常となった。
1969年、ブレントウッドは市として自治体化。同年、州間高速道路がこの地を通り、居住や商業が発達していった。メリーランド・ファームの複合施設がこの頃に建てられた。

## 地理

ウィリアムソン郡内の位置

2000年国勢調査によるとブレントウッドの総面積は35.4平方マイル (92 km2)だったが、2001年の併合により40.8平方マイル (106 km2)に増えた。

## 経済
メリーランド・ファームは5,000,000平方フィート (500,000 m2)のオフィス・スペースのある高級な郊外オフィス・パークであり、いくつかの全米本社がある。
コムデータ、シグマ・パイ・フラタニティ、EMIクリスチャン・ミュージック・グループ、ハワード・ブックス、トラクター・サプライ・カンパニーがブレントウッドを基盤に活動している。

### 雇用数上位社
2010年の総合年次会計報告書によると市内の雇用数上位社は以下の通り:
| 順位 | 雇用主                                  | 雇用者数 |
| ---- | --------------------------------------- | -------- |
| 1    | コムデータ                              | 864      |
| 2    | AT&T Inc.                               | 800      |
| 3    | デヴィータ                              | 500      |
| 4    | トラクター・サプライ・カンパニー        | 500      |
| 5    | コンジェント・ヘルスケア                | 400      |
| 6    | ライフポイント・ホスピタル              | 309      |
| 7    | アスペクト・ソフトウェア                | 300      |
| 8    | ラティモア・ブラック・モーガン&ケイン   | 270      |
| 9    | ブレントウッド市                        | 245      |
| 10   | ランポ・グループ (デイヴ・ラムジー)     | 226      |
| 11   | ディレクUS                              | 200      |
| 12   | EMIクリスチャン・ミュージック・グループ | 350      |

## 気候
| テネシー州ブレントウッドの気候 | テネシー州ブレントウッドの気候 | テネシー州ブレントウッドの気候 | テネシー州ブレントウッドの気候 | テネシー州ブレントウッドの気候 | テネシー州ブレントウッドの気候 | テネシー州ブレントウッドの気候 | テネシー州ブレントウッドの気候 | テネシー州ブレントウッドの気候 | テネシー州ブレントウッドの気候 | テネシー州ブレントウッドの気候 | テネシー州ブレントウッドの気候 | テネシー州ブレントウッドの気候 | テネシー州ブレントウッドの気候 |
| 月                             | 1月                            | 2月                            | 3月                            | 4月                            | 5月                            | 6月                            | 7月                            | 8月                            | 9月                            | 10月                           | 11月                           | 12月                           | 年                             |
| ------------------------------ | ------------------------------ | ------------------------------ | ------------------------------ | ------------------------------ | ------------------------------ | ------------------------------ | ------------------------------ | ------------------------------ | ------------------------------ | ------------------------------ | ------------------------------ | ------------------------------ | ------------------------------ |
| 最高気温記録 °F （°C）         | 78 (26)                        | 82 (28)                        | 88 (31)                        | 95 (35)                        | 99 (37)                        | 106 (41)                       | 112 (44)                       | 109 (43)                       | 104 (40)                       | 93 (34)                        | 84 (29)                        | 79 (26)                        | 112 (44)                       |
| 平均最高気温 °F （°C）         | 42 (6)                         | 49 (9)                         | 60 (16)                        | 72 (22)                        | 80 (27)                        | 88 (31)                        | 95 (35)                        | 93 (34)                        | 82 (28)                        | 70 (21)                        | 57 (14)                        | 46 (8)                         | 69.5 (20.9)                    |
| 平均最低気温 °F （°C）         | 26 (−3)                        | 32 (0)                         | 40 (4)                         | 48 (9)                         | 59 (15)                        | 67 (19)                        | 71 (22)                        | 68 (20)                        | 56 (13)                        | 45 (7)                         | 36 (2)                         | 27 (−3)                        | 47.9 (8.8)                     |
| 最低気温記録 °F （°C）         | −25 (−32)                      | −12 (−24)                      | 0 (−18)                        | 21 (−6)                        | 30 (−1)                        | 48 (9)                         | 55 (13)                        | 49 (9)                         | 30 (−1)                        | 19 (−7)                        | −4 (−20)                       | −16 (−27)                      | −25 (−32)                      |
| 降雪量 inch （cm）             | 4.8 (12.2)                     | 3.7 (9.4)                      | 1.2 (3)                        | 0 (0)                          | 0 (0)                          | 0 (0)                          | 0 (0)                          | 0 (0)                          | 0 (0)                          | 0 (0)                          | 0.4 (1)                        | 2.7 (6.9)                      | 12.8 (32.5)                    |
| [ 要出典 ]                     |                                |                                |                                |                                |                                |                                |                                |                                |                                |                                |                                |                                |                                |

## 教育
ウィリアムソン郡により管理される。

### 小学校
- クロケット小学校
- エドモンドソン小学校
- グラスランド小学校
- ケンローズ小学校
- リプスコム小学校
- スケールズ小学校
- サンセット小学校

### 中学校
- ブレントウッド中学校
- サンセット中学校
- ウッドランド中学校
- ブレントウッド・アカデミー (私立)

### 高等学校
- ブレントウッド高等学校
- レイヴンウッド高等学校
- ブレントウッド・アカデミー (私立)

## 公園

### コンコード公園
コンコード通りとノックス・ヴァレイ通りの公園で広さは40-エーカー (160,000 m2)。ブレントウッド図書館本館があり、リプスコム小学校の近くである。舗装された歩道と自転車用道路がある。トレイルの一部はYMCAのジムに繋がっている。

### クロケット公園
170エーカー (0.7 km2)の市内でも大きな公園の1つである。テニスコート、野球場、多目的競技場、自転車およびジョギング用トレイル、フリスビー・ゴルフ・コース、洗面所および売店、歴史的邸宅、遊具、ピクニック場、エディ・アーノルド円形劇場がある。近年サッカー、ラクロス、フラッグ・フットボールなどができる屋内競技場ができた。また毎年7月４日の独立記念日の花火がここで打ち上げられる。市の協賛で毎年夏にエディ・アーノルド円形劇場で無料コンサートが行なわれる。

### ディアウッド樹木園および自然区域
27エーカー (110,000 m2)で展望台、野外教室、円形劇場、樹木園がある。人口湖、自然のトレイル、土着の野生生物などがあり、リトル・ハーパス川が流れる。

### グラニー・ホワイト公園
32-エーカー (130,000 m2)でテニス・コート、ソフトボールおよび野球場、ジョギングおよび自転車用トレイル、サッカーやラクロスのゴールがある多目的競技場、ビーチ・バレー・コートなどのスポーツ施設、遊具、ピクニック施設などがある。ブレントウッド中学校近く。

### マルセラ・ヴィヴレット・スミス公園
市境に面したウィルソン通りにある。320-エーカー (1,300,000 m2)で市内で最大の公園であり、2010年に買収されてからさらに発展を続けており、ウォーキングと自転車用のトレイルと多目的競技場が計画された。会議場などとして一般に公開されている1825レイヴンズウッド邸が中心にある。2014年春に増設部が完成予定である(http://www.brentwood-tn.org/index.aspx?page=756)。

### メリーランド・ウェイ公園
メリーランド・ファーム地域に位置し、20箇所のエクササイズ施設と舗装された歩道や自転車道がある7エーカー (28,000 m2)の公園である。メリーランド・ファームYMCAに接続している。

### プリム公園
1832年に建てられ、2003年に修復された歴史的校舎ボイリング・スプリング・アカデミーにあるムーアズ通りの31-エーカー (130,000 m2)の公園。ミシシッピ文化期の墳丘が5つあり、フュークス考古学グループの本部となっており、アメリカ合衆国国家歴史登録財に登録されている。

### アウル・クリーク公園
2007年夏に完成した市内で最も新しい公園。21エーカー (85,000 m2)で遊び場、ピクニック施設、ウォーキング舗装道、バスケット・コートなどがある。

### リヴァー公園
43-エーカー (170,000 m2)でクロケット公園に接続している。遊び場、屋外バスケット・コート、洗面所などがあり、YMCAのサッカー場に面している。スケート場が完成したブレントウッド・ファミリーYMCAに繋がっている。

### タワー公園
コンコード通りのWSMのタワーの北にある47-エーカー (190,000 m2)の公園。多目的競技場、自然のオープンスペース、ジョギングや自転車のトレイルなどがある。新しくできたウィリアムソン郡立屋内スポーツ施設がある。76,000平方フィート (7,100 m2)の施設には50mプール、屋内テニス・コート5面、フィットネス・センター、ロッカー・ルーム、託児室、多目的ルームなどがある。

## 関係者

### スポーツ選手
- ジェイソン・アーノット (NHL, ナッシュビル・プレデターズ)
- ムーキー・ベッツ（MLB）
- キース・バラック (NFL, テネシー・タイタンズ)
- ケリー・コリンズ (NFL, テネシー・タイタンズ)
- コートランド・フィネガン (NFL, テネシー・タイタンズ)
- マイク・フィッシャー  (NHL, ナッシュビル・プレデターズ)
- ライアン・サター (NHL, ナッシュビル・プレデターズ)
- デイヴィッド・ソーントン (NFL, テネシー・タイタンズ)
- バリー・トロツ (NHL Coach, ナッシュビル・プレデターズ)
- カイル・ヴァンデン・ボッシュ (NFL, テネシー・タイタンズ)
- ネイト・ワシントン (NFL, テネシー・タイタンズ)
- スコット・ウェルス (NFL, グリーンベイ・パッカーズ)
- ブランダン・ライト (NBA, ダラス・マーベリックス)

特記: タイタンズの元クォーターバックのヴィンス・ヤングは現在フィラデルフィア・イーグルスに移籍したが以前はブレントウッドに住んでいた。

### ミュージシャン
- トレイス・アドキンス
- ロドニー・アトキンス
- シェリー・ブリーン (ポイント・オブ・グレイス)
- ガース・ブルックス
- キックス・ブルックス
- ジェレミー・キャンプ
- ケニー・チェズニー
- クリストファー・クロス
- シェリル・クロウ
- スキータ・デイヴィス
- リトル・ジミー・ディケンス
- メリンダ・ドゥーリトル
- ロニー・ダンRonnie Dunn
- カレン・フェアチャイルド(リトル・ビッグ・タウン)
- ネイサン・フォロウィル(キングス・オブ・レオン)
- アラン・ジャクソン
- ケシャ
- アーロン・ネヴィル
- リアン・ライムス
- ジム・ロゼンサル
- ドリー・パートン
- ジョー・ドン・ルーニー(ラスカル・フラッツ)
- ジョン・シルト
- ヒラリー・スコット (レディ・アンテベラム)
- Margo Smith
- キャリー・アンダーウッド
- ジャック・ホワイト (ザ・ホワイト・ストライプス)
- トリーシャ・イヤーウッド

### その他
- Marsha Blackburn, 下院議員
- デイヴ・ラムジー, 財政作家、トークショー司会者
- グウェン・シャンブリン, 宗教作家、栄養学者
- ブラッド・スタイン, コメディアン
- ニッキ・テイラー, スーパーモデル
- キャメロン・ディアス 女優
- ジェイミー・リン・スピアーズ 女優/歌手
- オプラ・ウィンフリー テレビ司会者、女優、プロデューサー、慈善家